# Hillman Hawk

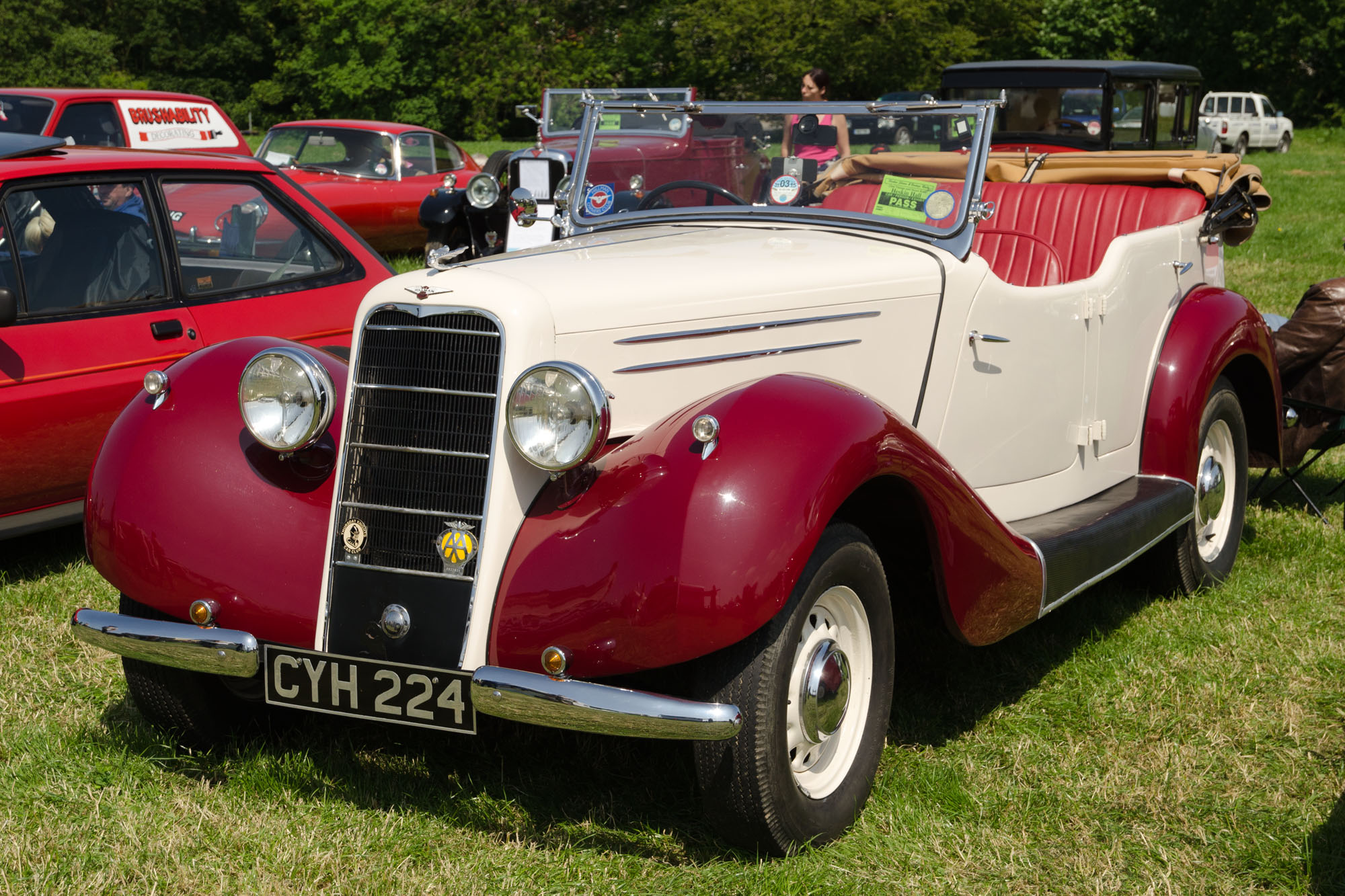
Hillman Hawk Sports Tourer mit Karosserie von Martin Walter Ltd.

Der Hillman Hawk ist eine viertürige Oberklasse-Limousine, die Hillman 1936 herausbrachte.
Er hat einen seitengesteuerten Sechszylinder-Reihenmotor mit 3181 cm³ Hubraum, der die Hinterräder antreibt. Der Wagen war als viertürige Limousine erhältlich und erreicht eine Geschwindigkeit von 123 km/h. Bereits im Folgejahr wurde das Modell wieder eingestellt.
Mit dem gleichen Motor wurde der Hillman 80 hp angeboten.